# Fred Greenwood
Fred John Greenwood (ur. 3 grudnia 1856 w Bradford, zm. 31 marca 1932 w Łodzi) – angielski fabrykant związany z Łodzią, konsul honorowy Zjednoczonego Królestwa (1894–1924).

## Życiorys
Przybył do Łodzi w latach 70. XIX w. wraz z ojcem, w związku z zapotrzebowaniem łódzkiego przemysłu na wykwalifikowaną kadrę pracowniczą. W Łodzi w 1873 mężczyźni założył firmę F. Greenwood, Spółka Akcyjna (późn. Powszechne Towarzystwo Handlowo-Przemysłowe), której został prezesem i dyrektorem zarządzającym. Początkowo przedsiębiorcy zajmowali się wytwarzaniem tkanin.
Przedsiębiorstwo było zlokalizowane początkowo przy ul. Mikołajewskiej 78 (późn. ul. Sienkiewicza 78), z czasem objęło również Mikołajewską 80 i Orlą 2–8 (współcześnie południowy fragment Galerii Łódzkiej). Kompleks przemysłowy latach 1880–1895, obejmował przędzalnię, tkalnię i apreturę wełny, ślusarnię i odlewnię żeliwa.
W 1890 Greenwood zrezygnował z wytwarzania tkanin i otworzył również fabrykę maszyn, w której produkował krosna i maszyny tkackie. Fabryka stała się pierwszą w Polsce fabrykę przyrządów tkackich. Przedsiębiorstwo przed I wojną światową zatrudniało 600 pracowników. Podczas I wojny światowej okupanci niemieccy rozkradli fabrykę. W latach 20. XX w. przedsiębiorca rozszerzył działalność o naprawę samochodów (ul. Sienkiewicza 76) oraz reprezentował firmy przemysłu motoryzacyjnego. W 1930 Greenwood wydzierżawił obiekty przemysłowe Fabryce Wyrobów Trykotowych oraz zakupił kamienicę przy ul. Piotrkowskiej 179.
W latach 1894–1924 był reprezentantem rządu angielskiego w Łodzi – honorowym konsulem Zjednoczonego Królestwa, za co otrzymał z rąk Williama Maxa Mullera Order Imperium Brytyjskiego.
Był także członkiem Zgromadzenia Majstrów Tkackich, chóru męskiego Lodzer Männer Gesang Verein (Łódzkie Męskie Towarzystwo Śpiewacze) i współzałożycielem szpitala św. Jana w Łodzi (późn. Wojewódzki Specjalistyczny Szpital im. Mikołaja Pirogowa).

### Życie prywatne
Pochodził ze szlachty angielskiej, tytułującej się esqiure. Był synem ziemianina – Stephena Greenwooda. Jego żoną była Lucia Helena z domu Kinkel (ur. 1873 w Poznaniu), z którą miał troje dzieci: Stefana (ur. 1893–1980) i Klarę (ur. 1895) oraz Freda juniora. W Łodzi mieszkał przy ul. Henryka Sienkiewicza 78.
Został pochowany w części ewangelicko-augsburskiej Starego Cmentarza w Łodzi. Lokalizacja grobu rodzinnego Greenwoodów to sektor: 20_P1, rząd: A, nr grobu 8. Na nagrobku wymieniony jest jedynie syn Freda – Stephen.

## Odznaczenia
- Order Imperium Brytyjskiego[4][9][3] V klasy (1924)[9]